# گیلاس برزیلی
 گیلاس برزیلی(نام علمی: Eugenia brasiliensis) نام یک گونه از تیره مورت است.